# 娜塔莉亞·沃迪亞諾娃
娜塔莉亞·米哈伊洛芙娜·沃迪亞諾娃（俄语：Наталья Михайловна Водянова，羅馬化：Natalia Mikhailovna Vodianova，1982年2月28日—），生于苏联时期下诺夫哥罗德市，昵称“Supernova”
，俄羅斯超級名模。
这位俄罗斯超级名模的最为人熟知的故事是小时候家境靠摆水果摊维生。14岁那年她在自家水果摊忙活时，模特星探慧眼识珠，并且她用三个月火速学会英语之后，飞往法国巴黎，自此开启传奇超模生涯，而她是模特史上最成功的俄羅斯名模。

## 早年生活
出生在高爾基，娜塔莉亞和单亲母亲Larisa Kusakina住在一个貧窮的社區。她有两个同母异父的妹妹Kristina和患有自閉症及腦性麻痺的Oksana。娜塔莉亞的父亲Mikhail在她年幼的时候离开了她的母亲；直到她成名之後才聯絡她。11岁那年，她退学并开始擺水果攤維生。娜塔莉亞一家家境十分貧寒。她小時候經常沒有足夠的食物果腹。

## 模特儿事业
她16岁那年，娜塔莉亞当时的男朋友建议她上模特儿学校的课程。她后来开始接受模特儿工作並發現工資比她賣水果一個月所賺取收入更多。同年，她在来自巴黎的模特儿星探在俄羅斯舉行模特兒徵求会上被看中。
她在三個月裡學會了英语，到達時尚之都巴黎。在莫斯科被著名模特兒公司VIVA Modeling Management，娜塔莉亞原本是计划和模特兒公司Madison签合同的。但是她到达巴黎后经一名攝影師介绍，认识了VIVA的主席Cyril Brulé。Brulé看见娜塔莉亞后向她道歉向她表示他希望她能加入VIVA。娜塔莉亞最終在巴黎和VIVA（現為DNA Agency）签约。

## 公益事业
纳塔利娅于2005年创办了Naked Heart基金会 （页面存档备份，存于），致力于为俄罗斯的孩子们建设免费游乐场。2004年9月，俄罗斯发生别斯兰人质危机，车臣武装分子劫持别斯兰第一中学，造成326名师生死亡，Natalia在播放着新闻的电视机前痛哭失声，那种充满恐惧的痛苦是什么滋味，她懂得。“我不认识什么心理医生，但我知道，游乐场至少可以让孩子们暂时逃离痛苦现实。”于是，在之后的9年中，她的基金会在俄罗斯建造了一百多个游乐场。

## 世界杯
2015年7月25日，在圣彼得堡的名胜古迹君士坦丁宫，纳塔利娅担任2018年俄罗斯世界杯预选赛抽签仪式司仪。

## 个人生活

### 首任丈夫
娜塔莉亞與英国贵族賈斯汀·波曼（Justin Portman）於2002年9月1日在圣彼得堡举行了童话般的盛大婚礼。波曼是已故英国子爵Edward Henry Berkeley Portman的第三个儿子，其家族在倫敦拥有地產。从事艺术的他与娜塔莉亞相识于在巴黎的一个晚宴上。2002年9月1日，他们在圣彼得堡举行了盛大婚礼，她穿着Tom Ford专门设计的珍珠灰色钉珠缎子婚纱。
2001年12月22日，娜塔莉亞產下長子，魯卡斯·亞歷山大·波曼（Lucas Alexander Portman）并在產后的第6个星期就重新回到了時裝天橋上。2006年3月24日產下女兒，涅娃·波曼（Neva Portman）并跟女兒成為著名時裝雜誌VOGUE巴黎版的封面。2007年9月13日，她產下兒子維克托（Viktor）。她在生下維克托後的第三個星期就重新回到了伸展台上。
2011年6月，娜塔莉亞和波曼结束九年的婚姻。

### 安托万.阿尔诺
2011年6月，娜塔莉亞和波曼宣佈分手；同年，她与法国富豪贝尔纳·阿尔诺（顶级奢侈品公司LVMH）的儿子安托萬·阿爾諾公开恋爱关系。2014年5月2日，她為阿爾諾誕下一子，Maxim。2016年6月4日，娜塔莉亞再誕下幼子，Roman。他们在2020年新年订婚，但原本计划在六月的婚礼因2019冠状病毒病疫情而延迟。2020年9月21日，两人在巴黎第十六区的市政府举行简单的婚礼。

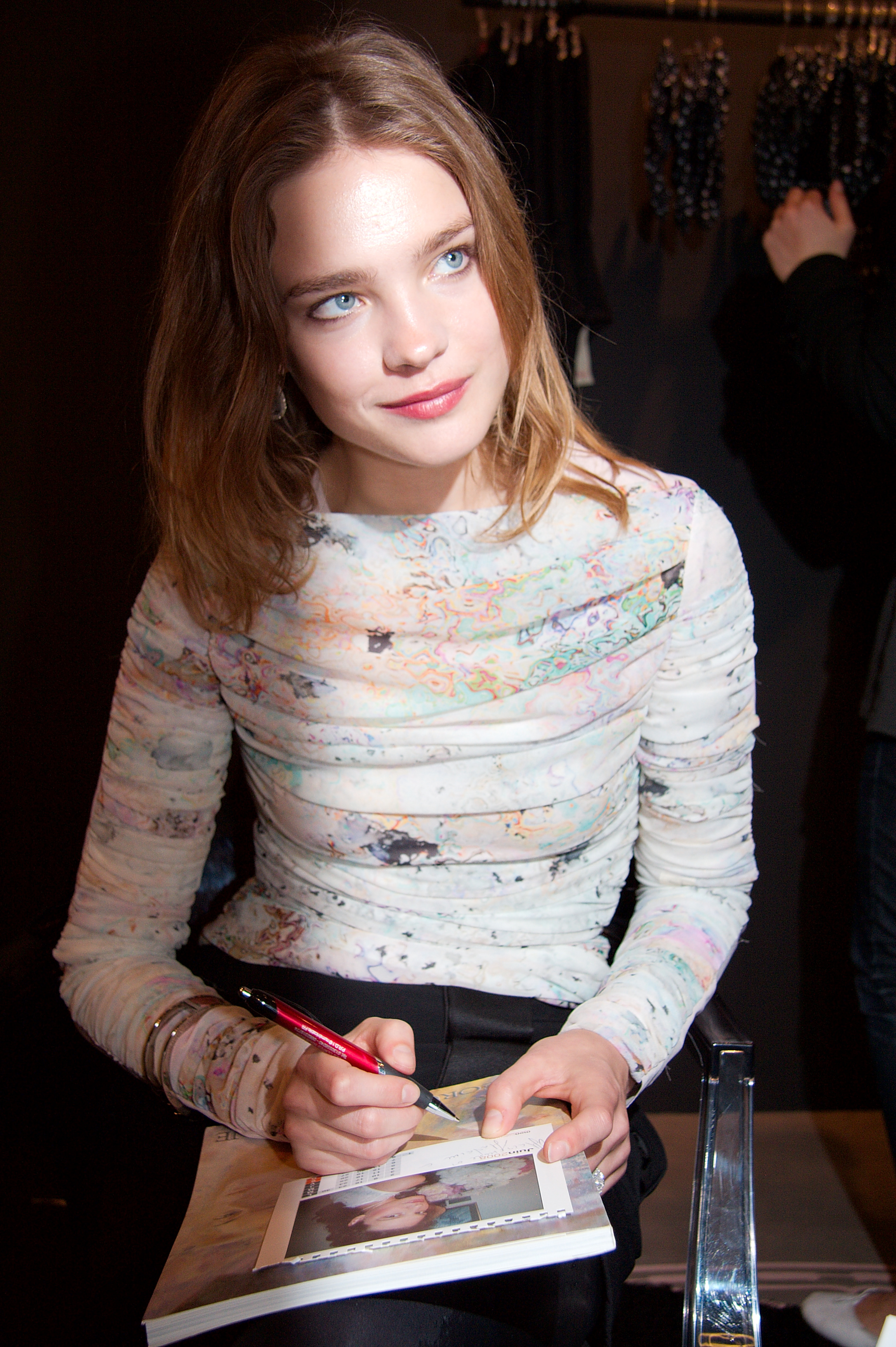
娜塔莉亞